# Újpesti Torna Egylet

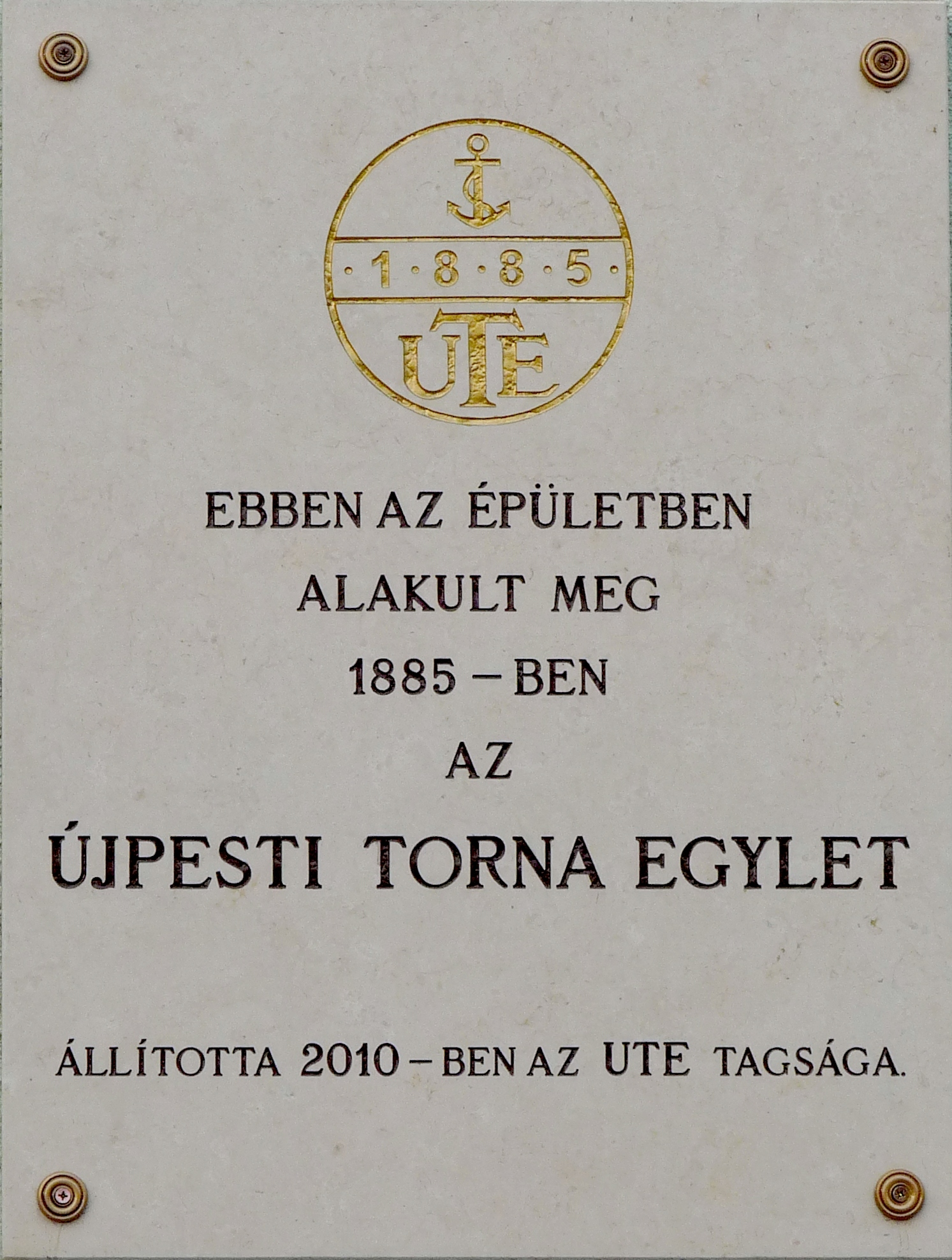
Placa conmemorativa del nacimiento del club en el distrito de Újpest.

El Újpesti Torna Egylet es un club polideportivo húngaro del distrito de Újpest, en Budapest. El club, fundado en 1885, incluye secciones deportivas en hockey sobre hielo, polo acuático, voleibol, atletismo, lucha libre, judo, canoa/kayak, karate, fútbol, boxeo, pentatlón moderno, tiro, gimnasia, triatlón, natación, esgrima, waterpolo, una sección de ocio y también una sección para los aficionados del club llamado "círculo de amigos" (baráti kör).

## Waterpolo
El club fue fundado en 1885. Es el club de waterpolo con más títulos de liga de Hungría. Sus colores son el morado y el blanco.
Ha tenido en sus filas algunos jugadores internacionalmente reconocidoscomo son: Péter Biros, Mihály Bozsi, Zoltán Dömötör, Deszo Gyarmati, Olivér Halassy, Gergely Kiss, György Kutasi, Dezső Lemhényi, Miklós Martin, Mihály Mayer, Tamás Molnár, János Németh, Miklós Sárkány, Dániel Varga, Dénes Varga, Tamás Varga,...

## Palmarés
- 26 veces campeón de la liga de Hungría de waterpolo masculino (1930, 1931, 1932, 1933, 1934, 1935, 1936, 1937, 1938, 1939, 1941, 1942, 1945, 1946, 1948, 1950, 1951, 1952, 1955, 1960, 1967, 1986, 1991, 1993, 1994 y 1995)
- 19 veces campeón de la copa de Hungría de waterpolo masculino (1929, 1931, 1932, 1933, 1934, 1935, 1936, 1938, 1939, 1944, 1948, 1951, 1952, 1955, 1960, 1963, 1975, 1991 y 1993)
- 1 vez campeón de la Copa de Europa de waterpolo masculino (1994)[2]
- 1 vez campeón de la Supercopa de Europa de waterpolo masculino (1994)
- 3 veces campeón de la Copa LEN de waterpolo masculino (1993, 1998 y 1999)